# Crisi del programari
Crisi del programari era un terme que es va emprar als inicis de la informàtica. El terme s'emprava per a descriure l'impacte que generava l'increment de la capacitat de computació i la complexitat dels problemes que aquest fet permetia resoldre. En síntesi, fa referència a la dificultat per a escriure programari correcte, entenedor i formalment verificable. L'origen de les crisis de programari són la complexitat, les expectatives i el canvi.
El terme "crisi de programari" el van encunyar alguns dels assistents a la primera conferència d'enginyeria del programari de l'OTAN, l'any 1968 a Garmisch, Alemanya. El terme es pot trobar per primer cop al discurs de 1972 de l'Edsger Dijkstra a l'ACM Turing Award:
| «                                                                            | La causa més important de les crisis de programari és que les màquines han esdevingut diverses ordres de magnitud més potents! per deixar-ho clar: quan no hi havia màquines, programar no era cap problema; quan hi havia alguns ordinadors simples, programar era un problema relatiu i ara que tenim ordinadors gegantins, programar ha esdevingut igualment un problema de mida gegantina. | » |
| — Edsger Dijkstra, The Humble Programmer (EWD340), Communications of the ACM | |   |

Les causes de les crisis de programari estaven relacionades amb la complexitat del maquinari i del procés de desenvolupament del programari. Les crisis es manifestaven de molt diverses formes:
- Projectes que excedien el pressupost.
- Projectes que excedien els terminis marcats.
- Programari que molt poc eficient.
- Programari de baixa qualitat.
- Programari que no complia els requeriments definits.
- Projectes que eren impossibles de gestionar i amb un codi difícil de mantenir.
- Programari que no es va arribar a publicar mai.

Molts dels problemes del programari eren causats per la creixent complexitat del maquinari. En el seu assaig, en Dijkstra va indicar que els ordinadors moderns, de la seva època, "personificaven uns defectes tan seriosos que [ell] sentia que d'una sola tacada s'endarreria deu anys el progrés de la informàtica". També creia que s'ignorava massa sovint la influència del maquinari sobre el programari.
Al llarg de les dècades s'han desenvolupat diversos processos i metodologies a fi de millorar la gestió de la qualitat del programari, amb diferents nivell d'èxit. Tot i això, és comunament admès que no s'ha trobat cap solució definitiva que eviti els excessos i errors dels projectes en tots els casos. Generalment, els projectes de programari són llargs, complicats, amb poques especificacions i inclouen aspectes poc coneguts, sent especialment vulnerables als problemes grans i no previstos.